# Наранџа
Наранџа или поморанџа је хибрид цитруса. Настала је укрштањем помела и мандарине (Citrus reticulata). То је мало зимзелено дрво високо до 10 метара. Цветови су бели, петочлани, а плод је хесперидијум. Наранџа је воће различитих врста цитруса из породице Rutaceae (погледајте списак биљака познатих као наранџа). Она се првенствено се односи на Citrus × sinensis, који се назива и слатка наранџа, да би се разликовала од сродне Citrus × aurantium, која се назива горка наранџа. Слатка наранџа се репродукује неполним путем (апомиксис кроз нуцеларни ембрион); сорте слатке наранџе настају мутацијама.
Наранџа је хибрид између помела и мандарине. Геном хлоропласта, а самим тим и материнска линија, је помелова. Целокупни геном слатка поморанџа је био секвенциран.
Поморанџа потиче из региона који обухвата јужну Кину, североисточну Индију и Мјанмар, а најранији помен слатке поморанџе био је у кинеској литератури 314. п. н. е. Према подацима из 1987. године, утврђено је да је дрвеће поморанџе међу највише култивираним воћем на свету. Стабла наранџе се широко узгајају у тропским и суптропским климатским условима због њиховог слатког воћа. Плод поморанџе може се јести свеж или прерађивати за сок или мирисну кору. Према подацима из 2012, слатке поморанџе чиниле су приближно 70% цитрусне производње.
Године 2017, узгајано је 73 милиона тона поморанџи широм света. Бразил је производио 24% укупног светског тотала, а следиле су Кина и Индија.

## Ботаничке информације и терминологија
Сва стабла цитруса припадају једном роду Citrus и остају готово у потпуности интерфертилна. То укључује грејпфрут, лимун, лимете, поморанџе и разне друге врсте и хибриде. Како је интерфертилност поморанџи и других цитруса произвела бројне хибриде и сорте, а такође су одабране и мутације пупољака, таксономија цитруса је прилично контроверзна, збуњујућа или недоследна. Плод било ког цитрусног дрвета сматра се хесперидијумом, врстом модификоване бобице; прекривен је кором насталом неравним задебљањем зида јајника.
Многи варијетети врста су добили различита имена. Наранџа се првенствено односи на слатку поморанџу - Citrus sinensis (L.) по Осбеку. Дрво наранџе је зимзелено, цветно дрво, просечне висине од 9 до 10 m (30 до 33 ft), мада неки врло стари примерци могу достићи и 15 m (49 ft). Његови овални листови, наизменично распоређени, дуги су од 4 до 10 cm (1,6 до 3,9 инча) и имају зрнасте рубове. Слатке поморанџе расту у различитим величинама, а облици се разликују од сферних до дугуљастих. Унутар коре је причвршћено порозно бело ткиво, бели, горки мезокарп или албедо. Плод је хесперидијум и садржи бројне различите сегменте, обично око десет, од којих је сваки разграничен мембраном и садржи много везикула пуњених соком и обично неколико семена (коштица). Када је незрео, плод је зелен. Зрнаста неправилна кора зрелог плода може се кретати од светло наранџасте до жуто-наранџасте, али често задржава зелене мрље или, под топлим климатским условима, остаје у потпуности зелена. Као и свако друго цитрусно воће, слатка поморанџа је неклимактерична. Група Citrus sinensis подељена је у четири класе са различитим карактеристикама: уобичајене поморанџе, црвене или пигментисане поморанџе, пупасте поморанџе и поморанџе без киселине.
Друге групе цитруса такође познате као поморанџе су:
- Мандарина (Citrus reticulata) је оригинална врста цитруса и родоначелник је уобичајене поморанџе.[24][25]
- Горка поморанџа (Citrus aurantium), позната и као севиљска наранџа, кисела наранџа (нарочито када се користи као подлога за дрво слатке поморанџе), бигарада наранџа и мармеладна наранџа. Попут слатке поморанџе, она је помело x мандарински хибрид, али је настала из засебног хибридизационог догађаја.[26]
- Бергамот (Citrus bergamia Risso), гајена углавном у Италији због коре, производи примарну есенцију за парфеме, такође се користи за ароматизацију чаја Ерл Греј. То је хибрид горке поморанџе к лимуна.[27]
- Понцирус (Poncirus trifoliata), понекад укључена у род (класификована као Citrus trifoliata). Често служи као подлога за стабла слатке поморанџе и друге сорте цитруса.[28]

Огроман број сорти има, попут слатке поморанџе, мешавину помела и мандарине. Неке сорте су хибриди мандарине и помела, узгајани од истих родитеља као и слатка наранџа (нпр. тангор и понкан танџарина). Остале сорте су хибриди слатке наранџе и мандарине (нпр. клементина). Својства мандарине углавном укључују мањи и заобљени плод, лакше се љуште и мање су киселе. Помело особине укључују густи бели албедо (коре језгра, мезокарп) који је ближе везан за сегменте.
Стабла поморанџе су углавном калемљена. Дно дрвета, укључујући корење и дебло, назива се подлога, док стабло које носи плод има два различита имена: пупољак (када се говори о процесу калемљења) и изданак (када се помиње сорта поморанџе).

## Галерија слика
- Мандаринске наранџе
- Наранџин цвет изблиза